# Tribo (biologia)

Hierarquia dos principais níveis de classificação dos seres vivos.

Em Biologia, uma tribo é um nível de classificação de um determinado grupo de seres vivos, habitualmente posicionado entre os níveis de subfamília e género.  Tal classificação foi derivada da organização dos seres vivos estabelecida pelo cientista Lineu no século XVIII.

## Regras de nomenclatura
De acordo com as regras de nomenclatura estabelecidas na área da classificação dos seres vivos (Taxonomia), cada nome de tribo, deve ter ao final da palavra, um determinado sufixo.
- Para tribos do Reino Animal o sufixo é "-ini". Por exemplo, Hominini e Gorillini

- Para tribos do Reino Vegetal, o sufixo é "-eae". Por exemplo, Triticeae e Oryzeae.

## Exemplos de tribos
No Reino Animal, por exemplo, dentro da subfamília Homininae (grandes primatas, exceto o orangotango), existem as tribos Gorillini (dos gorilas) e Hominini (dos humanos e chipanzes).

Já no Reino Vegetal, dentro da subfamília Pooideae (cereais, como trigo e aveia), existem as tribos Triticeae (trigo e outras espécies parentes) e Aveneae (aveia e outras espécies parentes), entre outras.